# Karl Gunnar Malm
Karl Gunnar Malm, född 13 oktober 1956 i Dunkers socken, Södermanland, är en svensk vissångare, gitarrist, skådespelare och underhållare. Förutom sången är en annan stor specialitet berättarkonsten, då han ofta på scenen varvar visframträdanden med underfundiga  berättelser.
Karl Gunnar Malm  har ett förflutet som tidigare elev på Nordiska folkhögskolan i Kungälv och flyttade därmed till Göteborg. Han har gett ut flera CD-album med vismusik i samarbete med andra artister, och ytterligare en dubbel-CD med enbart dramatiserade berättelser, Murardrömmar. Han har även tidigare ingått i gruppen Idiotteatern och turnerar på diverse visfestivaler i olika artistkonstellationer. Förutom musikerbranschen har han medverkat i flera svenska filmer och TV-serier.

## Diskografi
- Slarvigt men mänskligt Med Idiotteatern
- Stolt och pank (Visor av Evert Taube) Med Christer Ågren
- Visor från mormors trädgård Med Lotta Rossövik
- Murardrömmar Berättelser med bakgrundsmusik[13]